# Милан Недич
Милан Недич (серб. Милан Недић, Milan Nedić; нар. 2 вересня 1877, Белград, Сербія — пом. 4 лютого 1946, Белград, СФРЮ) — сербський військовий і державний діяч, генерал, міністр оборони Югославії (1939—1940), в серпні 1941 — жовтні 1944 року — прем'єр-міністр маріонеткового колабораціоністського «уряду національного порятунку», створеного після окупації Сербії німецькими військами. Після закінченні війни відданий під суд за звинуваченням у державній зраді і покінчив життя самогубством.

## Біографія
Милан Недич народився 2 вересня 1878 року. Його батько, Георгій, був мером міста, мати — педагогом. Закінчив гімназію в Крагуєваці в 1895 році і вступив до Військової академії. В 1904 році закінчив академію.
Брав участь у Балканських війнах, був нагороджений медаллю за хоробрість. У 1913 році підвищений до підполковника, а вже в 1915 році став наймолодшим полковником сербської армії. Служив у сербському Генштабі. У вересні 1918 року командував піхотною бригадою на Салонікському фронті.
Після війни Недич продовжував служити командиром бригади, а в 1923 році переведений в генерали і призначений командиром Дравської дивізії. У 1934—1935 рр. начальник Генштабу Югославії. У 1939 році призначений на посаду міністра армії і флоту Королівства Югославія, але був відсторонений від посади 6 листопада 1940 року за підтримку Гітлера.
Під час вторгнення німців до Югославії командував 3-ї армійської групою, яка розташовувалася в Македонії. Вів бої з 12-ю армією Вермахту . В ході боїв відступив углиб Сербії. 28 квітня заявив про відповідальність за розпад югославської оборони в Македонії під час вторгнення країн Осі.
Після окупації країни німцями був під домашнім арештом. Спочатку відмовився від пропозиції стати на чолі колабораціоністського уряду, але змінив своє рішення після того, як дізнався про плани німців розчленувати Сербію на зони окупації Угорщини, Болгарії, Італії та Хорватії. 28 серпня Милан Недич очолив «Уряд національного порятунку» Сербії. 1 вересня оголосив на белградському радіо про те, що збирається співпрацювати з німцями для того, щоб «зберегти ядро сербського народу».

## Політична діяльність
Під патронажем Недича був створений Сербський добровольчий корпус військ СС.
Було оголошено про відплату: за вбивство 1 німецького солдата буде вбито 100 сербів. У серпні 1942 року німці оголосили, що Сербія повністю очищена від євреїв".
В ході війни німці вбили 125 тис. югославів (військові дії, бомбардування, антипартизанські дії) і 65 тисяч євреїв. У той же час усташі знищили в Хорватії від 320 тисяч (хорватські історики) до 600—700 тис. (сербські історики) сербів. Всі втрати Югославії у другій світовій війні оцінюються більше 1 млн чол., з них більше половини сербів.
На території недичевської Сербії існували 2250 початкових шкіл, 84 гімназії, 8 торговельних академій, 4 середні технічні школи (без приватних), 2 середні вчительські середні школи. До 1 вересня 1941 року на тій же території було 2112 початкових шкіл з 365.583 учнями, 73 гімназії з 53.383 учнями. Університет був закритий німцями, але більше 1000 сербів здобули вищу освіту в Німеччині за стипендіями уряду Недича. Тільки в грудні 1943 року німецький комендант дозволив відкрити університет із 6 факультетами (філософський, юридичний, сільськогосподарський, богословський, технічний, медичний), але вступило лише 414 студентів на 322 викладачів.
4 жовтня 1944 року уряд Недича було розпущено, а 6 жовтня він втік до австрійського міста Кіцбюеля. 1 січня 1946 року переданий британцями в руки югославського уряду. 4 лютого наклав на себе руки, викинувшись з вікна. У 1945-му покінчив з собою в Австрії його молодший брат генерал Милутін Недич.

## Ушанування пам'яті
Сербська академія наук і мистецтв називає Недича одним з найвидатніших сербів, і в будівлі уряду Сербії його портрет висів до 2008 року, коли міністр внутрішніх справ Івиця Дачич розпорядився його прибрати напередодні заявлених маршів неонацистів.